# Váradi Sámuel
Váradi Sámuel (Nagyenyed, 1773. – Nagyenyed, 1857. november 30.) orvos.

## Életpályája
Szülei: Váradi Sámuel és Lippai Mária voltak. Bécsben kapott orvosdoktori diplomát 1804-ben. Bécsben dolgozott az egyetem szülészeti osztályán, aztán visszatért szülővárosába (1805), ahol több mint három évtizeden át folytatott orvosi gyakorlatot (1810-től). 1817-ben Alsó-Fehér megye orvosa lett. 1831-ben részt vett a kolerajárvány megfékezésében. 1833-ban Szász Károllyal megalapította a nagyenyedi polgári kaszinót.

## Magánélete
1822-ben házasságot kötött Boér Rozáliával.

## Művei
- A tehén himlő, avagy a vaktzina természetének és terjesztése módjának rövid előadása (Bécs, 1802)
- Utasítás a selyem és eperfa tenyésztésére (Nagyenyed, 1842)